# セクショナリズム
セクショナリズム（英語: sectionalism）とは、集団・組織内部の各部署が互いに協力し合うことなく、自分たちが保持する権限や利害にこだわり、外部からの干渉を排除しようとする排他的傾向のことをいう。官僚制における逆機能の一つとして指摘されたもので、組織内部の専門性を追求しすぎた結果起こってくる機能障害である。部局割拠主義などと訳されることがある。
このような傾向の顕著な例が「縄張り意識」や「派閥主義」で、自分たちが担当する職務に関して、他の部局の人間が関与することを嫌い、組織全体の利益・効率性を無視して自分たちの都合ばかりを優先するというものである。また、自らが担当する職務以外に関心が薄く、専門外のことは避けようとし、専門以外のことはほとんど知らないという傾向も特徴としてある。
最近では、組織内部のセクショナリズムを解消するために、組織横断的に各部局からメンバーを選抜して協力させるプロジェクトを発足させるという方法がとられるようになってきた。しかし、このようなプロジェクトも参加メンバーに対して、通常業務との掛け持ちで過度の負担を強いることも多くなるマイナスの面があることは注意を要する。
広義のセクショナリズムとして、本来であれば自分とは無関係ではない事柄であっても他に責任者がいる場合はあえて関与しない、それでいて担当者のやる事に対して無責任に誹謗中傷する事も挙げられる。

### 対義的用語
- インフォーマル・グループ
- プロジェクトチーム、プロジェクト横断
- 製作委員会方式
- 音楽ユニット